# 清水圭
清水 圭（しみず けい、1961年〈昭和36年〉6月24日 - ）は、日本の実業家、元お笑いタレント、元俳優。
本名は清水 圭太（しみず けいた）。京都府京都市出身。血液型はA型Rh-。株式会社FOOLISH代表取締役。

## 人物
同志社香里中学校・高等学校を経て、内部進学にて同志社大学商学部卒業。
大学卒業後、アパレルメーカーに就職。2年のサラリーマン経験。1986年6月、同志社大学の後輩である和泉修と漫才コンビ「清水圭・和泉修」（略称：圭・修）を結成。同年7月には、25歳で新人の登竜門である今宮子供えびすマンザイ新人コンクールで優勝するなど、関西で多数のレギュラーを抱える人気コンビとなる。
1987年夏に東京へ進出。8月からニッポン放送のラジオ番組、『圭・修のオールナイトニッポン』でパーソナリティーを務めるが、1年も経たずに終了。同年11月から関西テレビの平日月〜金の17 時から1時間枠で『素敵!KEI-SHU5』が始まるが視聴率は低迷する。東京から撤退して、再び活動の場を関西に移した。その後、1990年5月から、朝日放送の『探偵!ナイトスクープ』にレギュラー出演すると、番組全盛期を支える人気探偵として活躍する。上岡龍太郎からも「感動ネタなら清水圭」と高く評価された。
1993年に清水は東京に単独で再進出。10月から『笑っていいとも!』のレギュラーとなる。『いいとも』は翌年9月に降板するが、1993年から『クイズ世界はSHOW by ショーバイ!!』、1995年に『世界ウルルン滞在記』、1996年に『マジカル頭脳パワー!!』、1998年に『ビートたけしPresents 奇跡体験!アンビリバボー』などの人気バラエティ番組のレギュラー、準レギュラーとなり、全国区のタレントとなった。また趣味のサッカーを軸にスポーツ番組に出て、2002年にはJリーグの優秀選手の表彰式にも登壇した。
圭・修は1990年代に単独での仕事（主にクイズ番組のパネラー、レポーターなど）が多くなった。1998年でコンビとしてのテレビ・ラジオの仕事はなくなり活動休止状態となる。
2001年に正式に解散し、和泉は高山トモヒロ（元ベイブルース）と漫才コンビ「ケツカッチン」を結成して活動を続ける。またプライベートでは、1994年、香坂みゆきと結婚。2児の父となる。
その後2007年に『ウルルン』、2012年に『アンビリバボー』、2013年には『所さんの世田谷ベース』のレギュラーを外れている。
以降は、芸能活動は縮小状態になり、ゴルフ雑誌などでコラムを執筆したり、イベントの司会をしたり、単発的にメディアに出演したりする程度に止まる。
一方、清水は、2012年1月27日付で株式会社FOOLISH（フーリッシュ）を設立し、代表取締役に就任。同年、6月1日に柿の木坂に清水自身がオーナーのカフェ＆アパレルショップの「STORAGE」をオープンさせた。これ以降は実業家や経営者としての活動がメインとなった。
2019年には、宮迫博之（当時雨上がり決死隊）らの闇営業騒動に関連し、自らのブログで吉本興業の岡本昭彦社長らを批判。自らも過去に岡本から「恫喝」されたと告発した。清水が2001年のドラマ『明日があるさ』に出演した際、脚本のセリフと出番が決定稿で半減したことに不満を言うと、担当マネージャーの岡本が「言うときますけど、テレビ局もスポンサーも清水圭は要らんと言うてるんです。それを吉本がお願いして出られるようにしてあげてるんです。会社のやり方に文句があるなら、いつ辞めてもらってもいいですよ」と言い放ったという。
2022年4月28日、本人のブログ上にて芸能界からの引退を示唆し、「モチベーションがなくなったという 誠に個人的で勝手な理由です」と説明。今後は「フツーのおじさんからフツーのおじいさんになる」旨の書き込みがあった。同月、吉本興業公式ホームページの所属タレント一覧からも公式プロフィールが削除された。関係者は「契約終了は事実です」と退社を認め、事実上の芸能界引退と報道された。近年はテレビ出演はほとんどなく、司会業やイベントの仕事を月に1、2本やっていたという。同年12月、清水の行方を取材する週刊女性PRIMEの取材に、妻の香坂みゆきは「私もわからない」と回答した。
2023年5月17日、香坂と離婚していた事が報道された。離婚の時期は明らかにされていない。

## 出演

### テレビ
- しまうまのおしり（毎日放送）
- 夕方チャンス!（毎日放送）
- 合コン!合宿!解放区!（1991年4月 - 1992年3月 朝日放送）
- 愛の旅路（CBC）
- 探偵!ナイトスクープ（朝日放送）
- 週刊スタミナ天国（フジテレビ）
- 浅草橋ヤング洋品店（テレビ東京）
- とんねるずの生でダラダラいかせて!!（日本テレビ）
- 世界とんでも!?ヒストリー（テレビ朝日）
- チャレンジ大魔王（TBS）
- ベストタイム（TBS）
- Jリーグ A GOGO!!（テレビ朝日）
- 進め!クリフハンガー冒険隊（CBCテレビ）
- 笑っていいとも!（1993年10月 - 1994年9月、フジテレビ）
- 笑っていいとも!増刊号（1993年10月 - 1994年9月、フジテレビ）
- 笑っていいとも!特大号（1993年12月、フジテレビ）
- クイズ世界はSHOW by ショーバイ!!（準レギュラー：1993年秋 - 1994年春 レギュラー：1994年3月 - 最終回、日本テレビ）
  - 新装開店!SHOW by ショーバイ!!
  - 新装開店!SHOW by ショーバイ2
- マジカル頭脳パワー!!（準レギュラー：1996年1月25日 - 1998年1月8日、日本テレビ）トップ頭脳賞7回、マジカルミステリーツアー1回 31回出演。
- オトナになりたい（名古屋テレビ）
- ピーターポン!（1996年、朝日放送）
- 世界ウルルン滞在記（毎日放送・TBSテレビ）（1995年4月9日 - 2007年4月1日までレギュラー回答者）
- ラ・ラ☆Kiss（テレビ朝日）
- いつでも笑みを!（関西テレビ）
- 輝け!噂のテンベストSHOW→新テンベストSHOW→どっちの料理ショー（よみうりテレビ）
- タモリ倶楽部（不定期ゲスト出演、テレビ朝日）
- タモリのボキャブラ天国（super後期 - 1999年）
- たけし・逸見の平成教育委員会→平成教育委員会（フジテレビ）
- まかせて!フルコース（テレビ東京）
- クイズ赤恥青恥（テレビ東京）
- 徳光和夫の情報スピリッツ（テレビ東京）
- ろみひー（中京テレビ）
- 8時だJ（テレビ朝日）
- あなたにありがとう（1998年 - 1999年、関西テレビ）
- ビートたけしPresents 奇跡体験!アンビリバボー（1998年10月 - 2012年9月、フジテレビ）[8]
- ナンバー12・熱血サッカー宣言（テレビ東京）
- 清水圭の気楽に行こうぜ!（2000年10月 - 2001年9月、スポーツアイ）
- 明石家マンション物語（フジテレビ）
- ベリグ!（2001年3月 - 2002年3月、朝日放送）
- インタラクTV ゴーゴーマーケット（NHKデジタル衛星ハイビジョン）
- 清水圭の銀幕親方（朝日放送）
- クエス・ファイブ（テレビ東京）
- 難問解決!ご近所の底力（NHK）
- 趣味悠々「石飛博光のたのしい暮らしの書道」（NHK教育）
- 午後は○○おもいッきりテレビ（日本テレビ）
- なるほど!ラボ（テレビ大阪）
- LOVE×GOLF（2007年10月 - 2008年3月（テレビ東京）
- やじうまプラス（2007年4月 - 2009年9月、土曜日コメンテーター テレビ朝日）
- 所さんの世田谷ベース（2007年4月 - 2014年1月、BSフジ）
- スパイスTV どーも☆キニナル!（フジテレビ）- 準レギュラー（不定期出演）
- セレクションX（ - 2014年9月25日、テレビ朝日）
- プロサッカーニュース（フジテレビONE）
- カウントダウンフットボール（フジテレビONE）
- たけし・所の二人テレビ
- 清水圭のどんと来い!下北（2003年、2004年）→清水圭・王国あんびしゃす（2005年）（青森放送）
- 清水圭のええで〜!あおもり（青森放送）
- ぶっ飛びゴルフ魂（BSテレ東）

### ラジオ
- 清水圭のガッコーの人気者（1994年 - 1995年、TBSラジオ）
- 清水圭のえぇんちゃうの!?（1995年 - 1996年、TBSラジオ）
- 清水圭のスポーツKONG!（1998年 - 2000年、TBSラジオ）
- 清水圭のスポーツBOMBER!（2000年 - 2005年、TBSラジオ）
- 所ジョージのオールナイトニッポンGOLD（2009年 - 2010年、ニッポン放送）

### テレビドラマ
- 花王名人劇場「よしもとマネージャー物語2」（1987年12月27日、関西テレビ） - マネージャー・健 役
- 土曜ドラマスペシャル コント赤信号の『サラリー漫遊記』（1989年4月8日TBS）
- 俺たちの時代（1989年、TBS） - 冷泉典夫 役
- おじいちゃんの初恋（1990年、TBS）
- お笑い師デカルトカント物語（1991年、NHK）
- オレたちのオーレ!（1993年、MBS）
- ふぞろいのイレブン（1993年、関西テレビ） - 八神監督 役
- 明るい家族計画（1995年、フジテレビ） - 梅本孝雄 役
- ひとり暮らし（1996年、TBS）桑原圭太役
- JUDGE CAFE 第14話（2001年、BS-i）
- 明日があるさ 第1話（2001年、日本テレビ） - 浜田、望月の同期 役
- 税務調査官・窓際太郎の事件簿6（2001年、TBS）
- お登勢 （2001年、NHK） - 伊三治 役
- 恋ノチカラ 第6話「大問題発生!! 会社が倒産する」（2002年、フジテレビ）
- 新・ズッコケ三人組（2002年、NHK）
- 魔弾戦記リュウケンドー（2006年　テレビ愛知） - 天地裕也司令官 役
- 月曜ゴールデン・浅見光彦シリーズ25「姫島殺人事件」（2008年4月、TBS）
- よる★ドラ「本日は大安なり」（2012年、NHK総合） - コック長 役
- リピート〜運命を変える10か月〜（2018年、読売テレビ） - 郷原俊樹 役

### 映画
- 風、スローダウン（1991年 東映）
- ミナミの帝王劇場版40（2001年）
- ウルトラマンコスモスVSウルトラマンジャスティス THE FINAL BATTLE（2003年 松竹）カシマ副隊長役
- secondhand（2007年　初監督作品）
- 受験のシンデレラ（2008年3月）

### 舞台
- 悲しくて うれしくて〜My favorites in our hard days（1988年12月27日 - 30日、MIDシアター）槍魔栗三助（現・生瀬勝久）らと共演
- 援護レスサマー ENGO LESS SUMMER —誰も助けてくれなかった夏—（2003年08月24日、銀座ガスホール）

### CM
- ナムコ「ファミリーマージャン」（1987年）
- サンヨーオートセンター「中古車」（1990年）
- 日本コカ・コーラ「GEORGIA」（2000年）
- 日清食品「出前一丁」（2004年　香坂と夫婦共演）
- ダイエー「50周年感謝祭」（2007年　香坂と夫婦共演）

### ゲーム
- マカロニほうれん荘インタラクティブ（1995年、東芝EMI / 沖田総司役）

## 著書
- 「やがてテレビに出るキミたちへ!」（1994年、ぶんか社）ISBN 4821104954 ISBN 978-4821104956
- 「なんでやねん」（1998年、青心社）ISBN 487892151X ISBN 978-4878921513
- 「サカボーのぼうけん」（2009年、枻出版社）ISBN 4777913929 ISBN 978-4777913923